# Jürg Zeltner

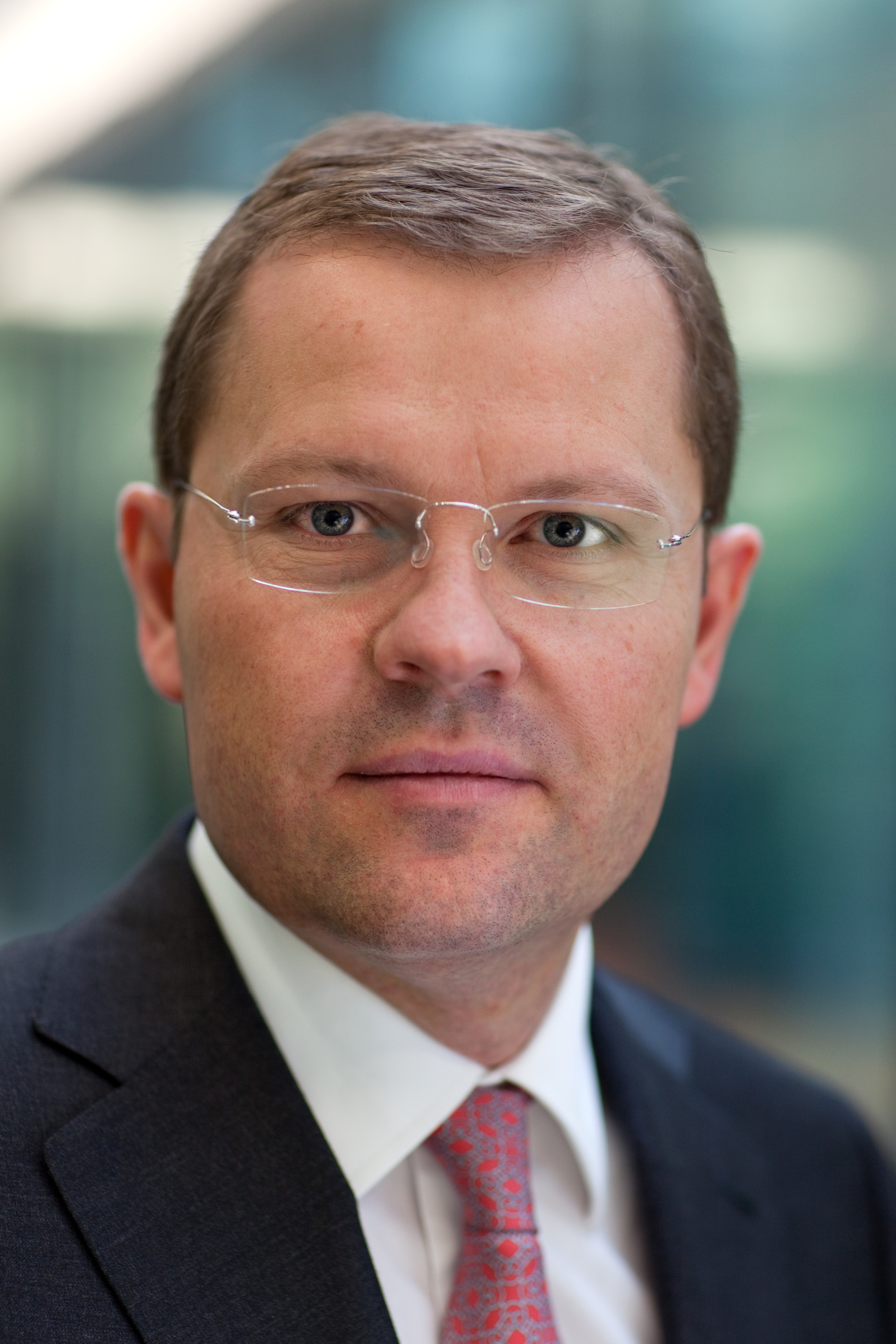
Jürg Zeltner (2011)

Jürg Zeltner (* 4. Mai 1967; † 22. März 2020) war ein Schweizer Manager.
Jürg Zeltner wurde im Februar 2009 als einer der wenigen Schweizer auf der obersten Führungsebene Mitglied der Konzernleitung der UBS und war von November 2014 bis Ende 2017 Präsident Wealth Management der UBS Group AG. Per Ende 2017 trat er aus der Konzernleitung zurück und verließ das Unternehmen. 2019 wurde er CEO des Konzerns KBL European Private Bankers (Luxemburg).
Am 22. März 2020 verstarb er an den Folgen eines Hirntumors. Er hinterlässt seine Frau und zwei Kinder.

## Berufliche Laufbahn und Ausbildung
Zeltner wollte eigentlich Veterinärmedizin studieren, bis er sich 1984 gegen eine akademische Karriere entschied und eine Lehrstelle beim Schweizerischen Bankverein bekam. Danach schloss er die Höhere Kaufmännische Gesamtschule (HKG) in Bern mit einem Diplom in Betriebswirtschaftslehre ab und absolvierte anschliessend das Advanced Management Program an der Harvard Business School.
Zeltner stiess 1987 zur Corporate-Client-Division des Schweizerischen Bankvereins (SBV/SBC).
Dort war er in verschiedenen Positionen in der Schweiz und New York City tätig, unter anderem als Credit Risk Officer für Firmen- und Institutionelle Kunden.
Nach dem Zusammenschluss von SBV mit der Schweizerischen Bankgesellschaft (SBG) zu UBS im Jahr 1998 wurde Zeltner zum Leiter des Portfoliomanagements für Risk Transformation und Capital Management ernannt. Hierbei verantwortete er die Entwicklung und das Management eines internationalen Kompetenzzentrums für On- und Off-balance-sheet Management sowie eines integrierten Risk-Management-Systems für UBS in der Schweiz. Von 2005 bis 2008 war er CEO von UBS Deutschland AG, Frankfurt am Main, wobei er 2007 zum CEO des gesamten UBS-Geschäfts in den Benelux-Staaten, Deutschland und Mitteleuropa ernannt wurde. Anschliessend war er für das Vermögensverwaltungsgeschäft in Nord-, Ost- und Mitteleuropa verantwortlich. Im Februar 2009 wurde er zum Mitglied der UBS Konzernleitung ernannt. Bis Ende 2017 war er als President Wealth Management der UBS Group AG für die gesamte Vermögensverwaltung mit rund 15'000 Mitarbeitern (davon 4'000 Kundenberater) verantwortlich.
Zeltner trat zum Jahresende 2017 aus der Konzernleitung zurück und verließ die UBS Group AG.
Der Verwaltungsrat ernannte Martin Blessing zu seinem Nachfolger als 'President Wealth Management'.
2019 wurde er CEO des Konzerns KBL European Private Bankers (Luxemburg). KBL firmiert seit Januar 2020 als Quintet Private Bank.

## Weitere Mandate
Zeltner war Mitglied des Stiftungs- und Aufsichtsrates der International Institute for Management Development (IMD), Lausanne.
Zeltner wurde am 15. August 2019 für den Aufsichtsrat der Deutschen Bank nominiert. Die Bundesanstalt für Finanzdienstleistungsaufsicht (BaFin) hat ihn wegen möglicher Interessenkonflikte gesperrt. 
Zeltner trat Ende 2019 von seinem Aufsichtsratsmandat zurück. Am 24. Januar 2020 nominierte die Deutsche Bank Sigmar Gabriel als Nachfolger von Zeltner.

## Artikel
- Er muss bei der UBS den Kundengelder-Abfluss stoppen. Jürg Zeltner, Berner Zeitung, 29. Mai 2010
- NZZ.ch 5. Januar 2011: Jürg Zeltner organisiert das Vermögensverwaltungsgeschäft der Grossbank neu
- «Es braucht hier rechtsstaatliche Klarheit» Interview mit Jürgen Zeltner (Memento vom 26. August 2014 im Internet Archive), Schweizer Bank, 17. September 2012
- Wo Jürg Zeltner zurzeit am meisten investiert, finews.ch, 11. April 2014
- Jürg Zeltner: «Nun kommen uns die extremen Erfahrungen zugute», finews.ch, 22. Januar 2015
- euromoney.com Februar 2015: Private Banking and Wealth Management Survey 2015 (eine Private-Banking-Umfrage der Zeitschrift Euromoney ergab, Zeltner sei der zweitbeste unter den besten globalen Private-Banking-CEOs gewesen)
- Jürg Zeltner: «Wir sind in Europa zuhause», finews.ch, 14. April 2015
- Jürg Zeltner: «Ja, das Wealth Management in Australien steht auf dem Prüfstand», finews.ch, 17. April 2015
- UBS: Jürg Zeltners Dilemma, finews.ch, 24. August 2016
- Jürg Zeltner: «Wir müssen kleinere Brötchen backen», finews.ch, 10. Oktober 2016
- UBS: Jetzt schneidet Jürg Zeltners Sparaxt, finews.ch, 2. November 2016
- Jürg Zeltner: «Wer global vorne mitspielen will, braucht 1 Billion», Handelszeitung, 2. Juni 2017
- UBS-Manager Zeltner könnte neuer Deutsche-Bank-Chef werden, spiegel.de 30. März 2018

| Personendaten    | Personendaten     |
| ---------------- | ----------------- |
| NAME             | Zeltner, Jürg     |
| KURZBESCHREIBUNG | Schweizer Manager |
| GEBURTSDATUM     | 4. Mai 1967       |
| STERBEDATUM      | 22. März 2020     |